# Roberto Kobeh González
Roberto Kobeh González (Huixtla, 18 ottobre 1943) è un ingegnere messicano specializzato nel campo delle comunicazioni.
È il presidente dell'organizzazione dell'aviazione civile internazionale (OACI) dal 2006.

## Biografia
Diplomato all'Instituto Politécnico Nacional nel 1965, diviene professore della stessa scuola come professore di ingegneria elettronica, diventa poi direttore della SENEAM, l'organizzazione responsabile del controllo della circolazione aerea e delle comunicazioni areronautiche messicane dal 1978 al 1997.
Nel 1998 diventa rappresentante del suo paese nell'OACI e poi primo vicepresidente dell'organizzazione internazionale. il 2 marzo 2006 viene scelto per prendere il posto del libanese Assad Kotaite come presidente della stessa organizzazione.